# Большое Русаково
Большое Русаково (тат. Олы Урсак) — село в Кайбицком районе Татарстана. Административный центр муниципального образования Большерусаковское сельское поселение.

## География
Село располагается на реке Имелли бассейна Свияги, в 16 км к востоку от районного центра Больших Кайбиц.

## История
Основано в XVIII веке. До 1860-х годов жители относились к сословию государственных крестьян. Основные занятия жителей в этот период — земледелие и скотоводство, был распространён плотничный промысел.
В «Списке населенных мест по сведениям 1859 года», изданном в 1866 году, населённый пункт упомянут как казённая деревня Большое Русаково 1-го стана Свияжского уезда Казанской губернии. Располагалась при речке Имелле, по просёлочному тракту из Тетюшского в Цивильский уезд, в 53 верстах от уездного города Свияжска и в 31 версте от становой квартиры в казённом селе Кильдеево (Троицкое). В деревне, в 210 дворах проживали 1166 человек (608 мужчин и 558 женщин), был мусульманский молитвенный дом.
В начале XX века в селе действовали 2 мечети, русско-татарское училище Министерства народного просвещения, ветряная и 2 водяные мельницы, 8 мелочных лавок. В этот период земельный надел сельской общины составлял 1943 десятины.
До 1920 года село входило в Кушманскую волость Свияжского уезда Казанской губернии. С 1920 году в составе Свияжского кантона Татарской АССР. С 14 февраля 1927 года в Ульянковском, с 1 августа 1927 года в Кайбицком, с 1 февраля 1963 года в Буинском, с 4 марта 1964 года в Апастовском, с 19 апреля 1991 года в Кайбицком районах.
В 1932 году в селе был организован колхоз. С 1993 года ассоциация крестьянских хозяйств «Тан», в 2020-е годы общество с ограниченной ответственностью «Дубрава».

## Население
| 1782 | 1859 | 1897 | 1908 | 1920 | 1926 | 1938 | 1949 | 1958 | 1970 | 1979 | 1989 | 2002 | 2010 | 2017 |
| ---- | ---- | ---- | ---- | ---- | ---- | ---- | ---- | ---- | ---- | ---- | ---- | ---- | ---- | ---- |
| 177  | 1166 | 1993 | 2262 | 1791 | 1225 | 1417 | 877  | 818  | 938  | 754  | 456  | 426  | 360  | 312  |

Национальный состав села — татары.

## Экономика
Жители занимаются мясо-молочным скотоводством и полеводством.

## Инфраструктура
Средняя школа (с 1926 г.), фельдшерско-акушерский пункт, дом культуры, библиотека, детский сад (с 1989 г.).

## Религия
Мечеть (с 1996 г.).